# Contea di Johnson (Arkansas)
La contea di Johnson, in inglese Johnson County, è una contea dello Stato dell'Arkansas, negli Stati Uniti. La popolazione al censimento del 2000 era di 22 781 abitanti. Il capoluogo di contea è Clarksville.

## Storia
La contea di Johnson fu costituita nel 1833.